# میدان فردوسی (تهران)
میدان فردوسی یکی از میدان‌های مهم در مرکز شهر تهران است.که میان منطقه ۱۲ شهرداری تهران  و منطقه ۶ شهرداری تهران   قرار گرفته است . که میتوان از طریق خط ۴ مترو و خط ۱ بی‌آرتی به آن دسترسی داشت.
در محور شرقی-غربی، خیابان انقلاب اسلامی، در محور شمال، خیابان سپهبد قرنی و در محور جنوب، خیابان فردوسی این میدان را قطع می‌کنند.
از اماکن بسیارمهم پیرامون این میدان می‌توان به ساختمان مرکزی وزارت آموزش و پرورش، دانشکده کامپیوتر، دانشکده علوم سیاسی، بوستان فردوس، اداره آموزش هنرهای دستی، بیمارستان دادگستری و اداره امور ایثارگران کمیته امداد و دانشگاه پیام نور اشاره کرد. 

## تندیس‌های میدان فردوسی
تا به امروز سه تندیس متفاوت در میدان فردوسی تهران نصب شده

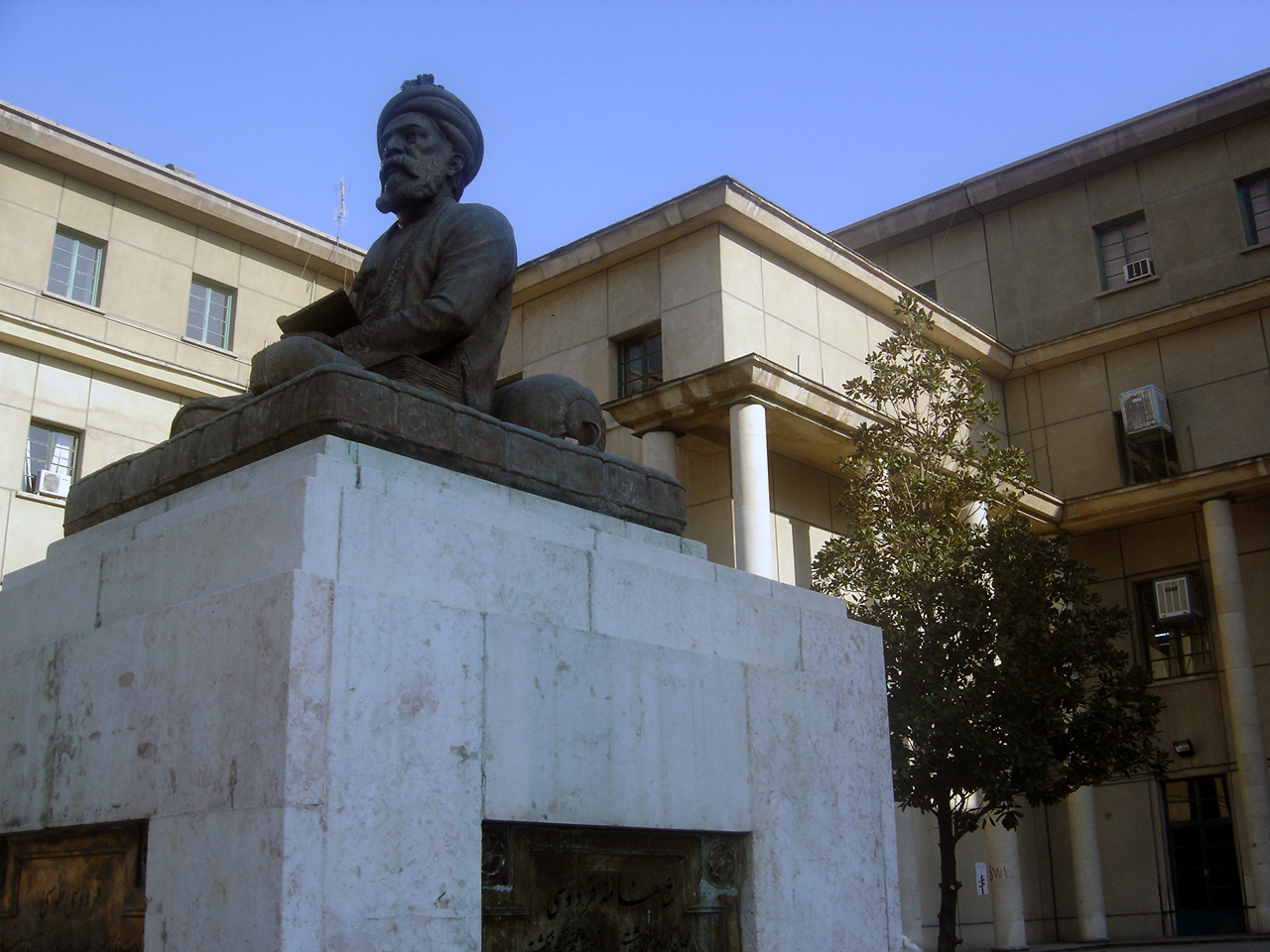
تندیس اول فردوسی در دانشگاه ادبیات دانشگاه تهران

- تندیس اول (فردوسی در حالت نشسته) - این تندیس که توسط پارسیان هند به ایران پیشکش شده بود از سال ۱۳۲۴ تا ۱۳۳۸ در این مکان قرار داشت. اکنون در دانشکده ادبیات دانشگاه تهران قرار دارد.[۱][۲]
- تندیس دوم (فردوسی ایستاده با دست برافراشته) - این تندسی توسط استادان غلام‌رضا رحیم‌زاده ارژنگ و حسن ارژنگ ساخته شد و از خرداد سال ۱۳۳۸ تا مهر ۱۳۵۰ در این مکان قرار داشت. این تندیس در حال حاضر در میدان فردوسی شهر مشهد قرار دارد.[۲][۳]
- تندیس سوم (فعلی) - ساخته استاد ابوالحسن صدیقی است و از ۵ مهر ۱۳۵۰ تا به امروز در این مکان قرار دارد.[۴]

## تاریخچه

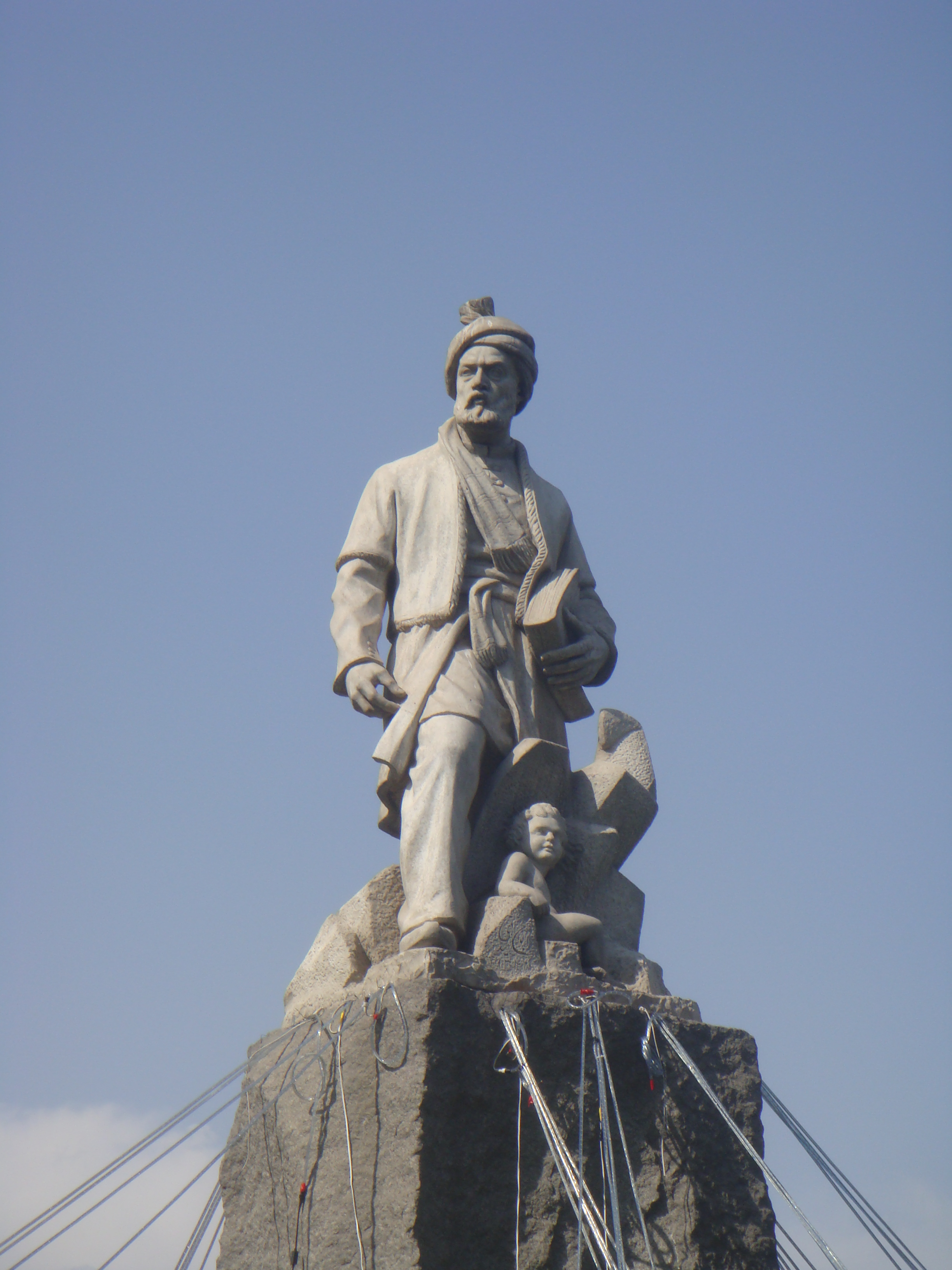
پیکرهٔ فردوسی اثر ابوالحسن صدیقی در میدان فردوسی، تهران

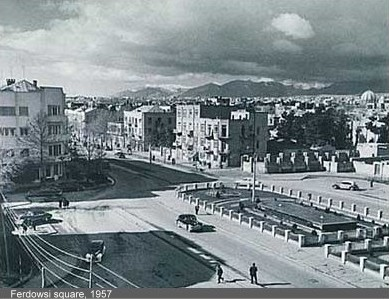
میدان فردوسی تهران در سال ۱۹۵۷ میلادی (۱۳۳۶ خورشیدی)

- ۲۳ تیرماه سال ۱۳۳۰ خورشیدی آورل هریمن مشاور ترومن رئیس جمهوری وقت آمریکا با پیامی حاوی طرح میانجیگری این دولت بین ایران و انگلستان وارد تهران شد و مورد استقبال گرم قرار گرفت. همین استقبال شایان سبب تشدید مخالفت چپگرایان شد و پس از ظهر همان روز بر ضد ورود او و میانجیگری آمریکا در امر نفت، درخیابانهای تهران دست به تظاهرات یکصد هزار نفری زدند که از میدان فردوسی آغاز و به میدان بهارستان ختم می‌شد. در جریان این تظاهرات اعضای حزب دکتر مظفر بقایی با تظاهر کنندگان درگیر شدند و به پلیس و ارتش تحت فرمان شاه امکان و بهانه دادند که وارد عمل شوند و به سوی تظاهر کنندگان تیراندازی کنند که ضمن آن ده‌ها تن کشته و مجروح شدند.[۵]
- سی ام تیر سال ۱۳۳۱ برابر با ۲۱ ژوئیه ۱۹۵۲ تظاهرات مردمی به هواداری از مصدق در میدان فردوسی و دیگر مناطق اطراف.[۶]
- ۱۷ خرداد ۱۳۳۸ خورشیدی با برپایی مراسمی با شکوه، از تندیس ابوالقاسم فردوسی در میدان فردوسی شهر تهران پرده‌برداری شد.حکیم ابوالقاسم فردوسی در سال ۱۰۲۰ (میلادی) در توس درگذشت.
- ۲۳ بهمن ۱۳۵۷ - چند ساعت پس از پیروزی انقلاب - گروهی سر تندیس فردوسی را قطع کردند که پس از اعتراض عمومی مردم، تندیس مرمت و به حالت نخستین باز گردانده شد.∗

## انتقاد به ساخت برج شاهنامه
در اواخر دهه ۸۰ خورشیدی ساخت برجی در ضلع جنوب غربی میدان فردوسی آغاز شد که انتقادات زیادی به همراه داشت. این برج که برج شاهنامه نامیده شده است به اعتقاد بسیاری ارتفاع زیاد و طراحی آن هیچ تناسبی با بافت معماری و هویت تاریخی میدان فردوسی و ساختمان‌های اطراف آن ندارد.